# Fijación
La fijación es un concepto utilizado en psicoanálisis para denominar la ligazón de la libido a determinadas personas, imagos o representaciones psíquicas de los objetos. Sigmund Freud se refirió a ella de la siguiente manera:

La fijación hace que la libido se una fuertemente a personas o imagos, reproduzca un determinado modo de satisfacción, permanezca organizada según la estructura característica de una de sus fases evolutivas. La fijación puede ser manifiesta y actual o constituir una virtualidad prevalente que abre al sujeto el camino hacia una regresión.

El concepto de fijación forma parte, en general, de una concepción genética que implica una progresión ordenada de la libido (fijación a una fase). Pero, aparte de toda referencia genética, también se habla de fijación dentro de la teoría freudiana del inconsciente, para designar el modo de inscripción de ciertos contenidos representativos (experiencias, imagos, fantasías) que persisten en el inconsciente de forma inalterada, y a los cuales permanece ligada la pulsión.